# لوندون
لوندون (به انگلیسی: Lavendon) یک روستا و محله مدنی در بریتانیا است که در میلتون کینز واقع شده‌است. لوندون ۱٬۳۰۳ نفر جمعیت دارد.